# Gordionschale
Gordionschalen sind die früheste Form der griechischen attischen Kleinmeister-Schalen.
Zu den Gordionschalen gehören nicht nur die frühesten, sondern auch die kleinsten Exemplare der Kleinmeisterschalen. Die Schalenlippe ist schwarz gedeckt und vom Restkörper der Schale klar abgegrenzt. Die Henkelzone ist nahe an ihrem oberen Rand und häufig auch nahe dem unteren Rand mit einem aufgemalten Streifen verziert. Der Fuß ist denen der Sianaschalen ähnlich, jedoch länger und mit Zierstreifen auf der Unterseite versehen. Im Inneren befindet sich, ebenfalls ähnlich den Sianaschalen, ein figürliches Rundbild, das von einem Zungenmuster eingefasst wird. Die Ähnlichkeit zu den Sianaschalen kommt nicht von ungefähr, sie waren die Vorläufer der Kleinmeisterschalen.
Benannt wurden die Gordionschalen nach einem in der antiken Stadt Gordion gefundenen Exemplar, das von Klitias und Ergotimos geschaffen wurde. Ihre Signaturen finden sich – wie es für diese Schalengattung üblich ist – geradlinig zwischen den zierlichen Henkelpalmetten. Blütezeit der Gordionschalen war wohl um die Jahre um 560 v. Chr.
Bekannte Künstler dieser Schalengattung sind Sondros, Phrynos, Sokles und Archikles.